# Limenitis frusina
Limenitis frusina är en fjärilsart som beskrevs av Hans Fruhstorfer 1915. Limenitis frusina ingår i släktet Limenitis och familjen praktfjärilar. Inga underarter finns listade i Catalogue of Life.